# André Soulier
André Soulier (ur. 18 października 1933 w Lyonie) – francuski polityk, prawnik i samorządowiec, adwokat, długoletni zastępca mera Lyonu, poseł do Parlamentu Europejskiego III i IV kadencji.

## Życiorys
Ukończył studia prawnicze w Lyonie, kształcił się także w tamtejszym Instytucie Nauk Politycznych. Praktykę adwokacką podjął w 1959 w ramach lyońskiej palestry. Specjalizował się w prawie międzynarodowym i gospodarczym, występował jednak także jako obrońca w sprawach karnych. Został wybrany na dziekana okręgowej rady adwokackiej w Lyonie. W trakcie swojej długoletniej kariery prawniczej był m.in. obrońcą uniewinnionego od zarzutu zabójstwa Jeana-Marie Deveaux, którego przypadek przyczynił się do uchwalenia ustawy o odszkodowaniach dla osób niesłusznie oskarżanych i aresztowanych. Reprezentował rodziny ofiar pożaru w dyskotece 5–7 w Saint-Laurent-du-Pont, a także Michela Platiniego w aferze dotyczącej klubu piłkarskiego AS Saint-Étienne. Doradzał również Lechowi Wałęsie w kwestiach związanych z prawami wydawniczymi.
Był także aktywnym działaczem politycznym, należąc do Unii na rzecz Demokracji Francuskiej, a w jej ramach do Partii Republikańskiej i następnie do Demokracji Liberalnej. Był merem miejscowości Villié-Morgon (1970–1977), a od 1977 do 2001 zastępcą mera Lyonu (w tym pierwszym zastępcą w okresie 1983–1989). W latach 1977–2002 zasiadał w radzie regionu Rodan-Alpy. Od 1989 do 1992 przewodniczył komisji ds. etyki i dyscypliny przez krajowej lidze piłkarskiej.
W 1992 objął wakujący mandat eurodeputowanego III kadencji. W wyborach w 1994 uzyskał reelekcję, zasiadał w PE do 1999, będąc członkiem frakcji chadeckiej i pełniąc m.in. funkcję kwestora, a także przewodniczącego Podkomisji ds. Praw Człowieka.

## Odznaczenia
- Kawaler Legii Honorowej[2]
- Oficer Orderu Narodowego Zasługi[2]